# Архиепархия Конакри
Архиепархия Конакри (лат. Archidioecesis Konakriensis) — архиепархия Римско-Католической церкви c центром в городе Конакри, Гвинея. В митрополию Конакри входят епархии Канкана, Нзерекоре. Кафедральным собором архиепархии Конакри является церковь Пресвятой Девы Марии.

## История
18 октября 1897 года была учреждена апостольская префектура Французской Гвинеи путём её выделения из апостольских викариатов Сенегамбии (сегодня — Архиепархия Дакара) и Сьерра-Леоне (сегодня — Архиепархия Фритауна).
18 апреля 1920 года Римский папа Бенедикт XV издал бреве Supremi apostolatus, которой возвёл апостольскую префектуру Французской Гвинеи в ранг апостольского викариата.
12 мая 1949 года апостольский викариат Французской Гвинеи передал часть своей территории в пользу возведения новой апостольской префектуры Канкана (сегодня — Епархия Канкана) и одновременно изменил название на апостольский викариат Конакри.
14 сентября 1955 года Римский папа Пий XII издал буллу Dum tantis, которой возвёл апостольский викариат Конакри в ранг архиепархии.

## Ординарии архиепархии
- епископ Raymond-René Lerouge C.S.Sp.[1] (9.03.1911 — 2.07.1949);
- епископ Michel-Jules-Joseph-Marie Bernard C.S.Sp. (12.03.1950 — 18.07.1954) — назначен апостольским викарием Браззавиля;
- архиепископ Gérard-Paul-Louis-Marie de Milleville C.S.Sp. (8.05.1955 — 10.03.1962);
- архиепископ Raymond-Maria Tchidimbo C.S.Sp. (10.03.1962 — 13.08.1979);
- архиепископ Робер Сара (13.08.1979 — 1.10.2001);
- архиепископ Vincent Coulibaly (6.05.2003 — по настоящее время).